# Danny Blind
Dirk Franciscus "Danny" Blind (n. 1 august 1961) este un fost fotbalist și antrenor internațional neerlandez.
Danny Blind este tatăl fotbalistului Daley Blind.

## Palmares

### AFC Ajax
Jucător
- Eredivisie: 1989–90, 1993–94, 1994–95, 1995–96, 1997–98
- KNVB Cup: 1987, 1993, 1998, 1999
- Johan Cruijff Shield: 1993, 1994, 1995
- UEFA Champions League: 1995
- Cupa Cupelor UEFA: 1987
- Cupa UEFA: 1992
- Supercupa Europei: 1995
- Cupa Intercontinentală: 1995

Antrenor
- KNVB Cup: 2006
- Johan Cruijff Shield: 2005

### Individual
- Gheata de Aur a Olandei: 1995, 1996
- ESM Team of the Year: 1994–95, 1995–96
- Omul meciului la Cupa Intercontinentală 1995

## Statistici carieră
|               |                  |               | Campionat | Campionat | Cupă     | Cupă     | Cupa Ligii | Cupa Ligii | Continental | Continental | Total   | Total  |
| Sezon         | Club             | Campionat     | Meciuri   | Goluri    | Meciuri  | Goluri   | Meciuri    | Goluri     | Meciuri     | Goluri      | Meciuri | Goluri |
| Olanda        | Olanda           | Olanda        | Campionat | Campionat | KNVB Cup | KNVB Cup | Cupa Ligii | Cupa Ligii | Europa      | Europa      | Total   | Total  |
| ------------- | ---------------- | ------------- | --------- | --------- | -------- | -------- | ---------- | ---------- | ----------- | ----------- | ------- | ------ |
| 1979–80       | Sparta Rotterdam | Eredivisie    | 13        | 0         |          |          |            |            |             |             |         |        |
| 1980–81       | Sparta Rotterdam | Eredivisie    | 10        | 0         |          |          |            |            |             |             |         |        |
| 1981–82       | Sparta Rotterdam | Eredivisie    | 10        | 2         |          |          |            |            |             |             |         |        |
| 1982–83       | Sparta Rotterdam | Eredivisie    | 34        | 3         |          |          |            |            | 6           | 0           |         |        |
| 1983–84       | Sparta Rotterdam | Eredivisie    | 34        | 5         |          |          |            |            |             |             |         |        |
| 1984–85       | Sparta Rotterdam | Eredivisie    | 30        | 3         |          |          |            |            |             |             |         |        |
| 1985–86       | Sparta Rotterdam | Eredivisie    | 34        | 5         |          |          |            |            | 4           | 0           |         |        |
| 1986–87       | Ajax             | Eredivisie    | 29        | 4         | 5        | 0        |            |            | 7           | 0           | 41      | 4      |
| 1987–88       | Ajax             | Eredivisie    | 31        | 0         | 1        | 0        |            |            | 8           | 1           | 40      | 1      |
| 1988–89       | Ajax             | Eredivisie    | 30        | 2         | 3        | 0        |            |            |             |             | 33      | 2      |
| 1989–90       | Ajax             | Eredivisie    | 34        | 0         | 4        | 0        |            |            |             |             | 38      | 0      |
| 1990–91       | Ajax             | Eredivisie    | 34        | 2         | 3        | 0        |            |            |             |             | 37      | 2      |
| 1991–92       | Ajax             | Eredivisie    | 30        | 2         | 3        | 1        |            |            | 12          | 1           | 45      | 4      |
| 1992–93       | Ajax             | Eredivisie    | 28        | 4         | 5        | 0        |            |            | 8           | 0           | 41      | 4      |
| 1993–94       | Ajax             | Eredivisie    | 30        | 1         | 4        | 3        |            |            | 6           | 0           | 40      | 4      |
| 1994–95       | Ajax             | Eredivisie    | 34        | 5         | 3        | 0        |            |            | 10          | 0           | 49      | 5      |
| 1995–96       | Ajax             | Eredivisie    | 31        | 3         | 1        | 0        |            |            | 8           | 0           | 40      | 3      |
| 1996–97       | Ajax             | Eredivisie    | 16        | 0         | 0        | 0        |            |            | 5           | 0           | 21      | 0      |
| 1997–98       | Ajax             | Eredivisie    | 26        | 1         | 4        | 1        |            |            | 7           | 0           | 37      | 2      |
| 1998–99       | Ajax             | Eredivisie    | 19        | 3         | 2        | 0        |            |            | 3           | 0           | 24      | 3      |
| Total         | Olanda           | Olanda        | 537       | 45        | 38       | 5        |            |            | 84          | 2           |         |        |
| Total carieră | Total carieră    | Total carieră | 537       | 45        |          |          |            |            | 84          | 2           |         |        |